# Дёплер, Эмиль
Эмиль Дёплер Младший (нем. Emil Doepler der Jüngere; 29 октября 1855, Мюнхен — 21 декабря 1922, Берлин) — немецкий художник, график, геральдист и преподаватель.

## Биография
Родился в семье художника и профессора живописи Карла Эмиля Дёплера Старшего, известного в первую очередь как автор костюмов для выступлений артистов на Байрёйтских музыкальных фестивалях. Живописью увлекался с юных лет, первым преподавателем рисунка для Э. Дёплера был его отец. Художник специализировался на геральдических и мифологических мотивах, главным образом из германо-скандинавской культурной традиции. Писал также портреты, пейзажи и натюрморты в различных художественных манерах. В то же время предпочтение отдавал немецкому югендштилю.
В 1870 году поступил в школу прикладного искусства в Берлине, которую окончил в 1873 году. Затем до 1876 года работал как свободный художник-иллюстратор. В 1876—1877 годах изучал живопись в Берлинской академии художеств. С 1881 года — преподаватель, а с 1889 года — профессор в художественном училище при Музее прикладного искусства Берлина. В 1889 году получил пост председателя комиссии по премированию за художественные эскизы при конкурсах, организованных шоколадной корпорацией Людвига Штольверка «Stollwerck».

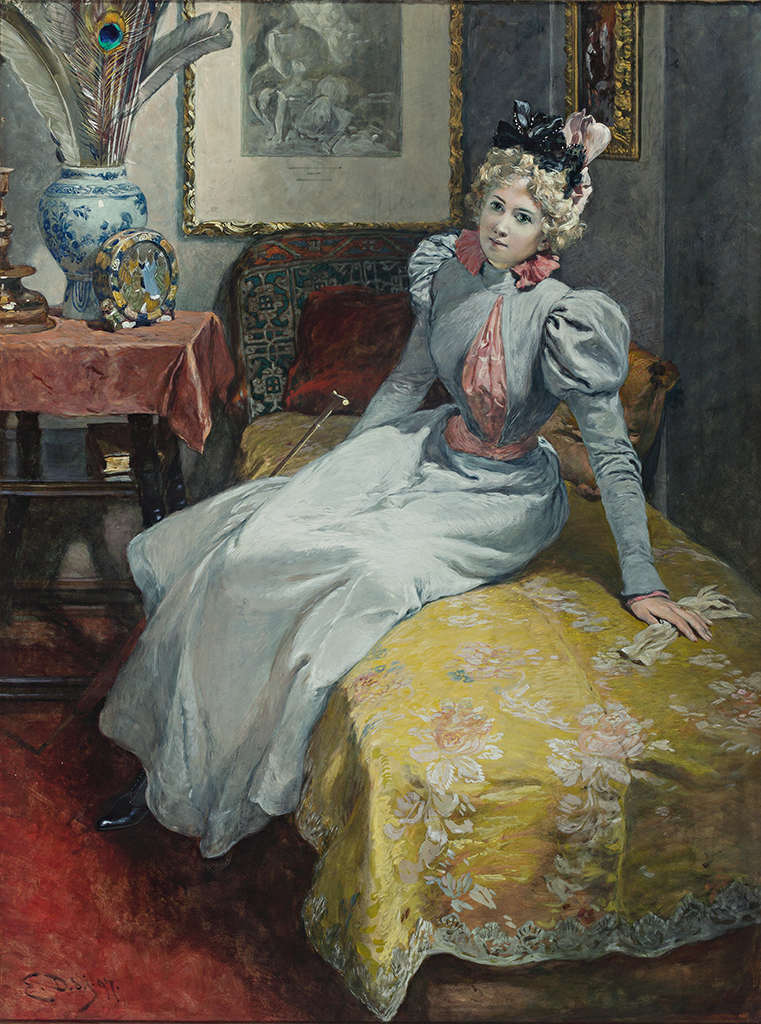
Молодая дама на диване
Герб Веймарской республики работы Дёплера
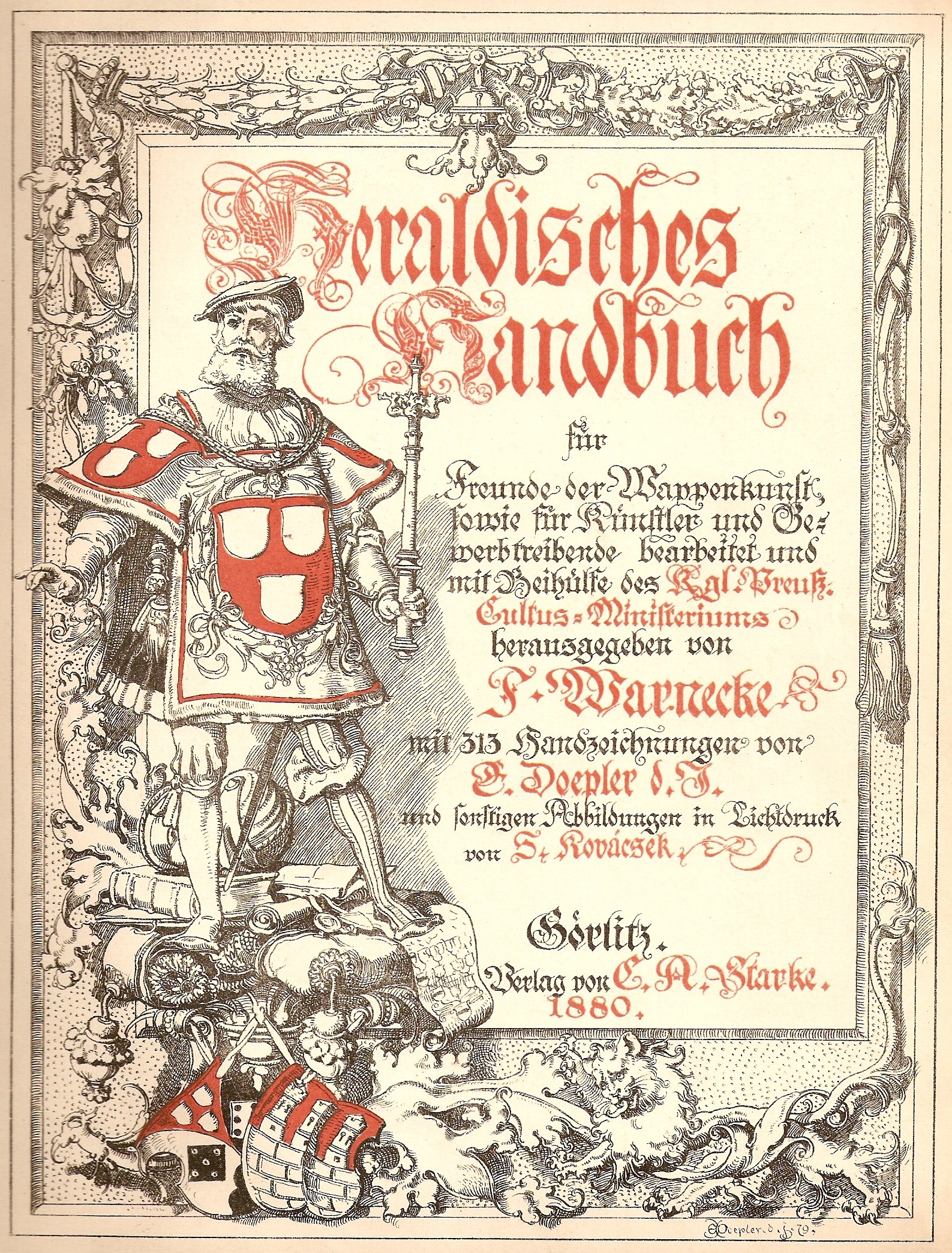
Титульный лист геральдического словаря (1879)
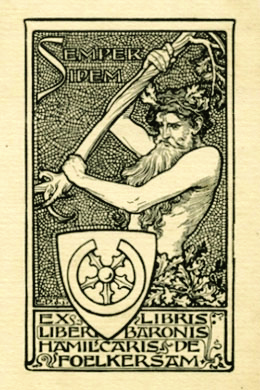
Гербовый экслибрис Гамилькара фон Фёлькерзам
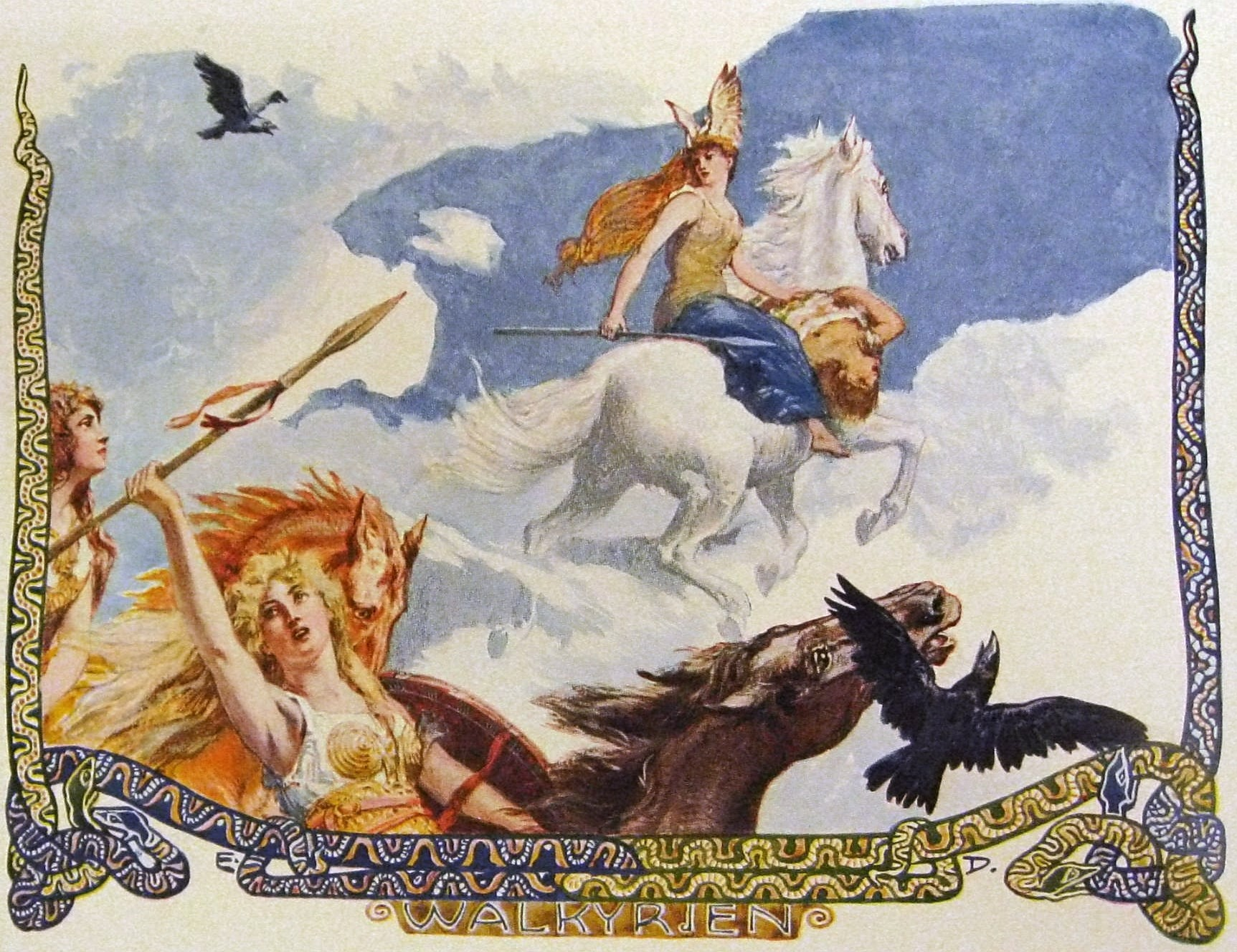
Валькирии
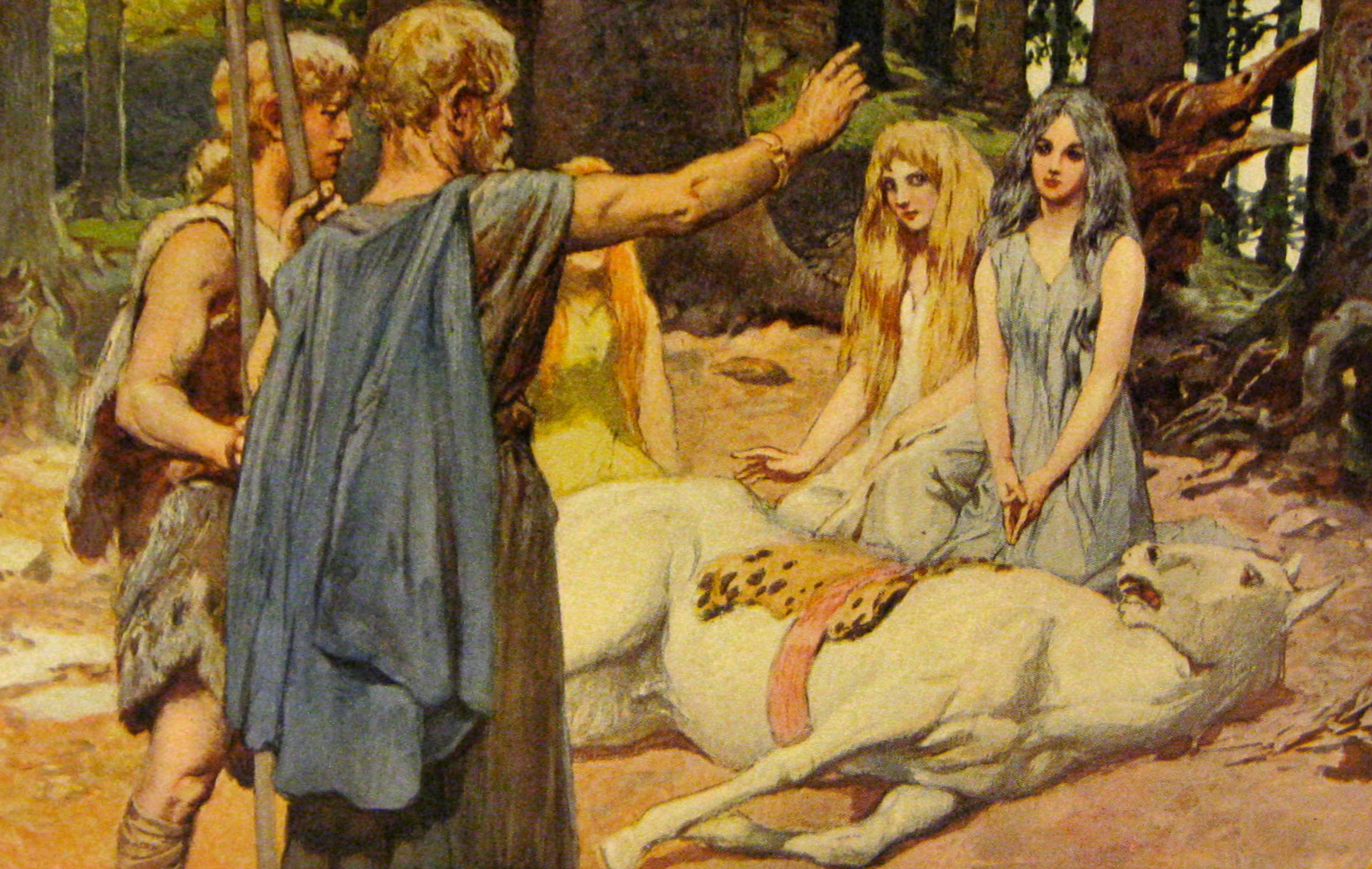
Вотан исцеляет коня Бальдра
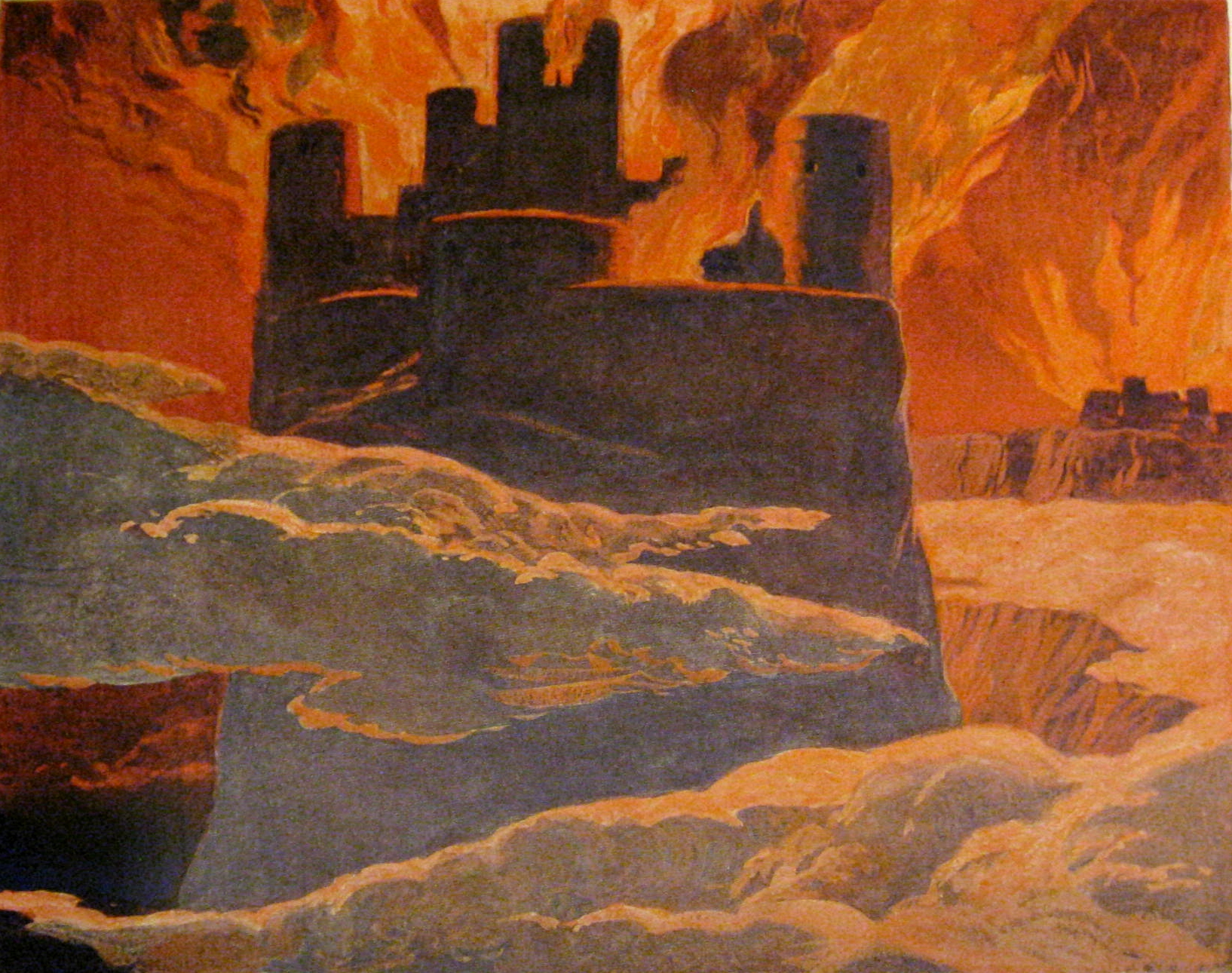
Рагнарёк
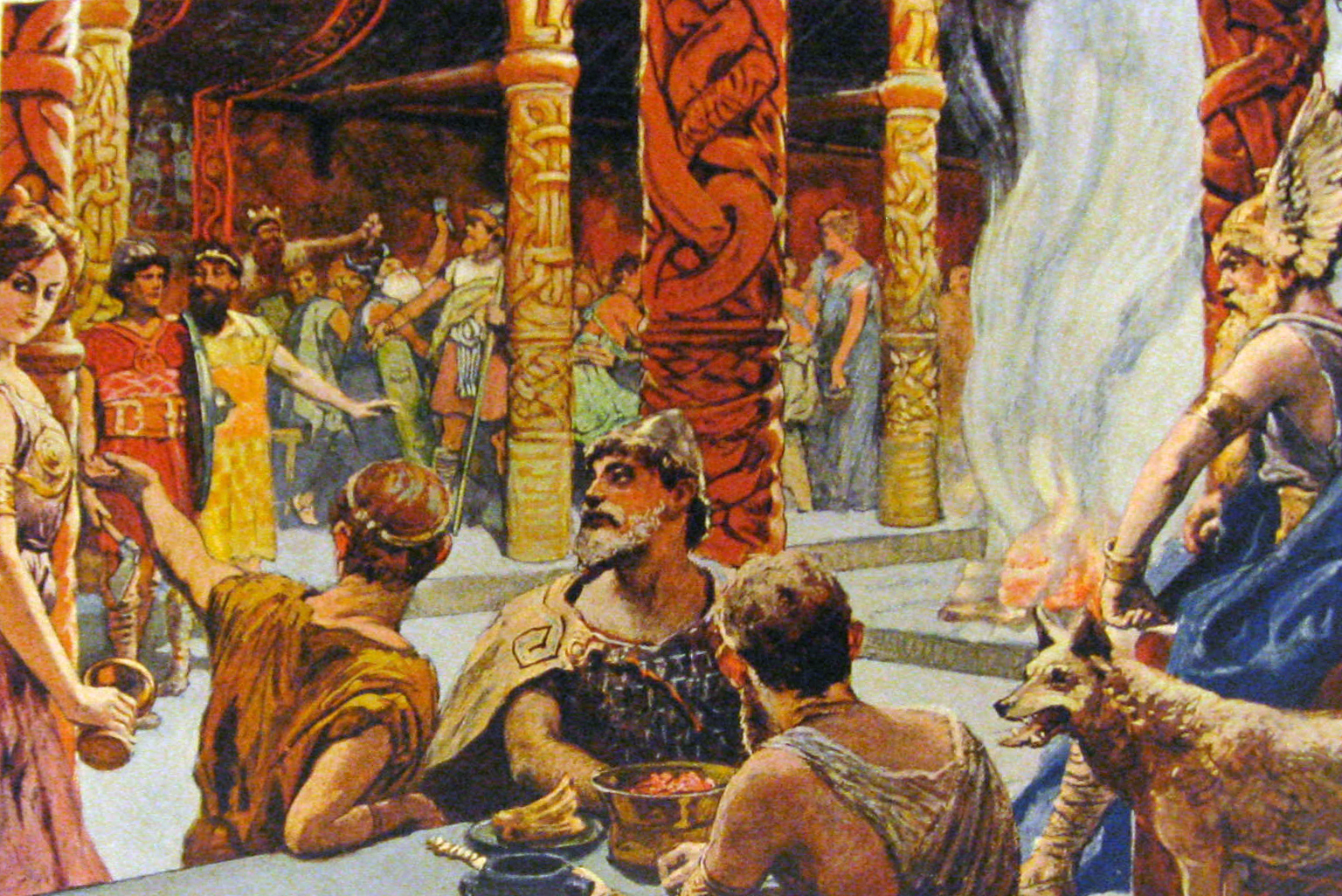
Вальгалла

В 1909 году женился на своей ученице художнице Элии (Аурелии) Гирш (скончалась в 1943 году в концлагере Терезиенштадт, KZ Theresienstadt).
Эмиль Дёплер — автор городских гербов Эссена, Бохума, флага и государственных символов Албании (1914), герба Веймарской республики (1919 год). Создал также более 50 экслибрисов.